# Перпетуум мобиле друге врсте
Перпетуум мобиле друге врсте би била машина која би спонтано преводила топлотну енергију у механички рад. Постојање овакве машине није у супротности са Законом о одржању енергије (или, еквивалентно, са Првим законом термодинамике), али није у складу са Другим законом термодинамике.
Перпетуум мобиле друге врсте би црпео топлотну енергију из извора топлоте и преводио је у механички рад, а не би имао хладњак на који би се та топлота преносила. То на основу Другог закона термодинамике није могуће, јер топлота спонтано може прелазити само са топлијег на хладније тело. То значи да не постоји могућност претварање целокупне топлоте у користан рад без губитака енергије и да перпетуум мобиле друге врсте не може постојати.
Перпетуум мобиле прве врсте и перпетуум мобиле друге врсте међусобно се не искључују.